# Кривава вечірка
«Кривава вечірка» (англ. The Slumber Party Massacre) — американський слешер 1982 року, спродюсований і знятий Емі Джонс за сценарієм Ріти Мей Браун. Перша частина однойменної серії. У фільмі розповідається про старшокласницю, яка збирає друзів на нічну вечірку, не підозрюючи, що по сусідству бродить вбивця з електродрилем.
Спочатку фільм був написаний як пародія на слешери, але зрештою був знятий як звичайний слешер. Як результат, він містить більше гумору, як навмисного, так і ненавмисного, ніж зазвичай для цього жанру на той час.

## Сюжет
У Венісі, районі Лос-Анджелеса, 18-річна старшокласниця Тріш Деверо вирішує влаштувати вечірку з ночівлею, поки її батьки у від'їзді. Сусід містер Констант отримує завдання час від часу перевіряти дівчат. Тим часом серійний вбивця Расс Торн вбиває жінку, яка займається ремонтом телефонів, і краде її фургон. Тріш зустрічає своїх подруг Кім, Джекі та Діану, а також новеньку ученицю Валері, яка відмовляється від запрошення на вечірку. Після школи їхня однокласниця Лінда заходить до школи за книгою і гине від рук Расса, озброєного дрилем.
На вечірці дівчата курять марихуану та випивають, а Валері, тим часом, доглядає за своєю молодшою сестрою Кортні через дорогу. Двоє хлопців з їхньої школи, Джефф і Ніл, приходять підглядати за дівчатами. Расс вбиває містера Константа на вулиці електродрилем. Діана йде до свого хлопця і теж стає жертвою Расса, після того, як знаходить його обезголовленим.
Дівчата замовляють піцу і, поки розмовляють по телефону з тренером Рейчел, відкривають двері й знаходять кур'єра з висвердленими очима. Підлітки озброюються ножами, а Джефф і Ніл біжать по допомогу, але обох хлопців вбивають. Расс проникає в будинок і вбиває Джекі. Тріш і Кім замикаються в кімнаті Тріш, але Расс входить через вікно і вбиває Кім, змусивши Тріш втекти. Валері та Кортні заходять у будинок і знаходять тіло Кім, після чого ховаються від Расса. Тренер на ім'я Джана, стривожена попереднім дзвінком, приїжджає й стикається з Рассом, який вбиває її дрилем. Валері переслідує Расса з мачете, відрубує йому руку і розпорює живіт. Расс падає в басейн, але незабаром знову намагається напасти, та Валері нарешті вбиває його. Валері й Тріш починають плакати, а Кортні спостерігає в шоці.

## Акторський склад
| Актор               | Роль          |
| ------------------- | ------------- |
| Мішель Майклз       | Тріш Деверо   |
| Робін Стілл         | Валері Бейтс  |
| Майкл Віллелла      | Расс Торн     |
| Дебра Делісо        | Кім Кларк     |
| Андре Оноре         | Джекі Кессіді |
| Джозеф Алан Джонсон | Ніл           |
| Девід Міллберн      | Джефф         |

## Виробництво

### Концепція
Письменниця та феміністка Ріта Мей Браун написала сценарій під назвою «Безсонні ночі» як пародію на слешери. Продюсери переробили сценарій Браун на «більш серйозний» фільм жахів всупереч її бажанню.

### Зйомки
Зйомки почалися влітку 1981 року. Фільм знімався в Лос-Анджелес, переважно у районі Венеція.

## Випуск
Прем’єра фільму відбулася в Лос-Анджелесі 10 вересня 1982 року, а 12 листопада фільм вийшов в обмежений прокат у Нью-Йорку. Він зібрав 3,6 мільйона доларів у прокаті при орієнтовному бюджеті в 220 000 доларів.
Пізніше він був випущений на VHS і Betamax компанією Embassy Home Entertainment.
У Північній Америці фільм тричі виходив на DVD. Перший реліз вийшов від New Concorde Home Entertainment у вересні 2000 року. У липні 2003 року компанія перевипустила фільм на подвійному повнометражному DVD разом із фільмом «Кривавою вечіркою 2». Shout! Factory випустила всі три фільми серії на спеціальному дводисковому DVD у жовтні 2010 року.
Shout! Factory під своїм дочірнім лейблом Scream Factory випустила фільм на Blu-ray 18 березня 2014 року. Пізніше компанія перевидала фільм на Blu-ray у вигляді обмеженого тиражу з новими додатковими матеріалами у січні 2020 року, після чого 21 лютого 2023 року вийшов подвійний набір фільмів на 4K UHD Blu-ray разом із «Кривавою вечіркою 2».